# Cimetière de Zemun à Gardoš
Le cimetière de Zemun à Gardoš (en serbe cyrillique : Земунско гробље на Гардошу ; en serbe latin : Zemunsko groblje na Gardošu) est un cimetière situé à Belgrade, la capitale de la Serbie.
Il se trouve rue Sibinjanin Janka, dans la municipalité de Zemun et dans le quartier de Gardoš. En raison de sa valeur patrimoniale, il est aujourd'hui inscrit sur la liste des monuments culturels protégés de la république de Serbie et sur la liste des biens culturels de la ville de Belgrade.

## Histoire

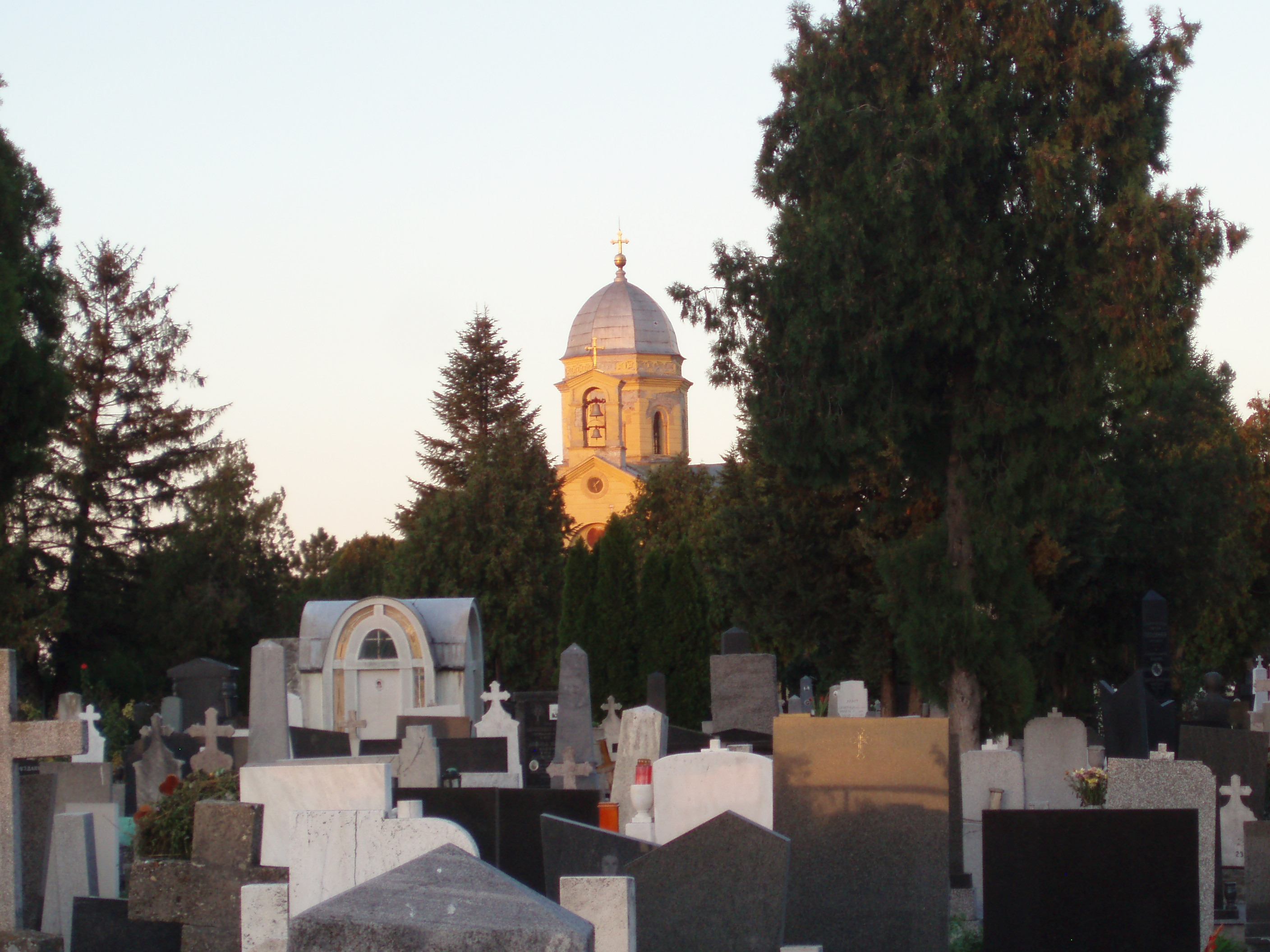
Autre vue du cimetière

Les chercheurs ont mis au jour diverses couches archéologiques témoignant d'une présence humaine continue dans le secteur. Des vestiges de remparts et de bastions, remontant à 1841, sont préservés à l'intérieur de l'enceinte du cimetière, ruines des murailles qui renfermaient autrefois tout le territoire de Zemun.
En fonction des plans anciens de la ville de Zemun, le cimetière de Gardoš peut être daté des années 1740. Dès le milieu du XVIIIe siècle, un ensemble de trois cimetières était présent sur le plateau de la colline de Gardoš : un cimetière orthodoxe, un cimetière catholique et un cimetière juif, tous trois encore en fonction,.
L'historien et conservateur Miodrag Mija Dabižić, est l'auteur du livre Cimetière Zemun. « Ici reposent les anciens citoyens de Zemun et des invités inattendus venus de divers lieux... (Le cimetière) est surtout un témoignage de la vie, du temps passé et des gens... une sorte de musée en plein air », écrit-il, mais l'article que lui consacre le quotidien serbe Politika ne cite pas les Juifs qui y reposent.

## Monuments
Le cimetière abrite plusieurs édifices, comme la chapelle de la famille Hariš, construite d'après des plans de l'architecte Svetozar Ivačković entre 1874 et 1876, la chapelle de la famille Spirta et la chapelle du cimetière catholique.
Elle abrite également un grand nombre de tombes, dont le style et l'iconographie contribuent à l'étude de la culture de Zemun au tournant des XVIIIe et XIXe siècles.

## Galerie

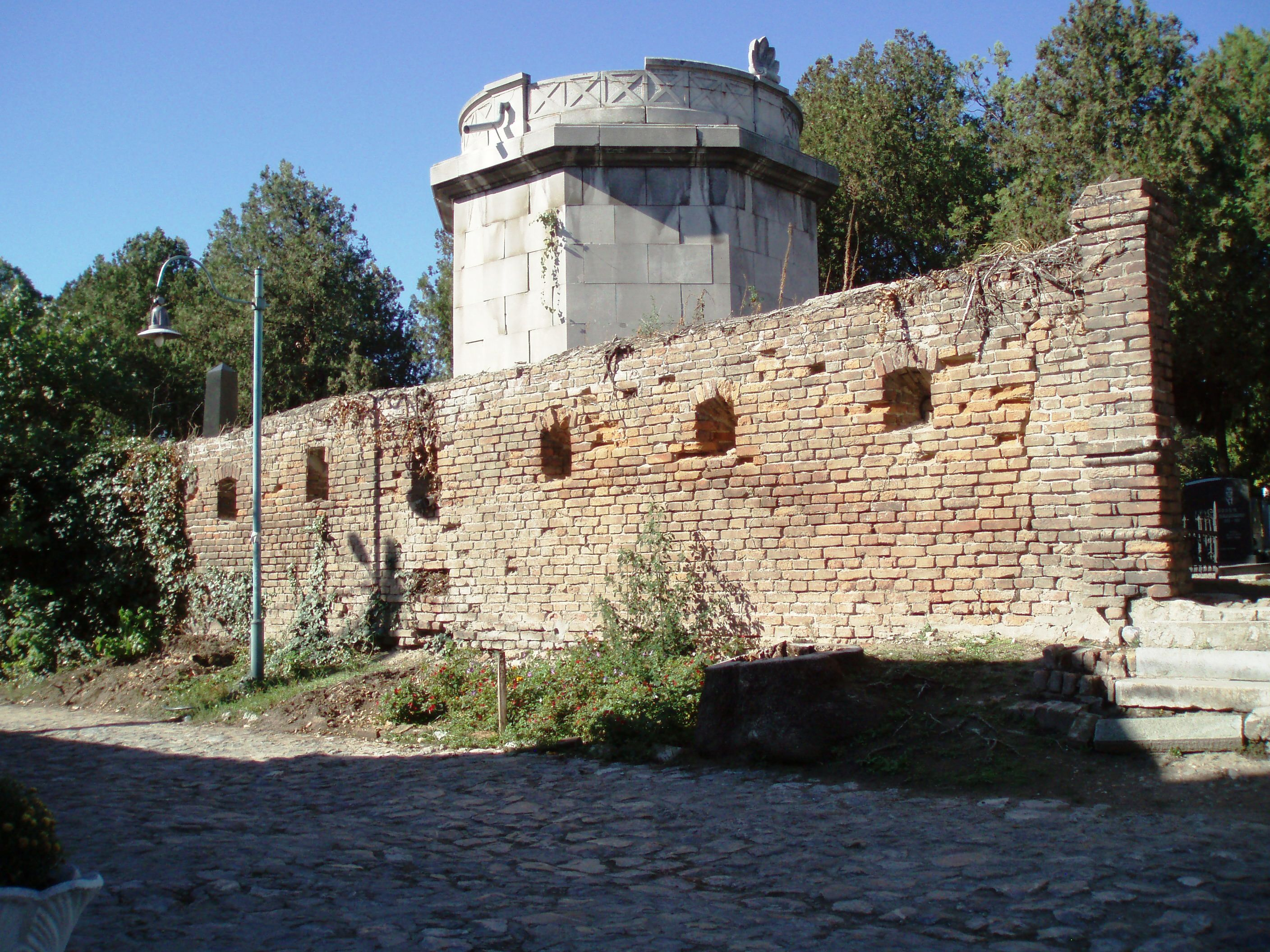
Anciens remparts extérieurs du cimetière
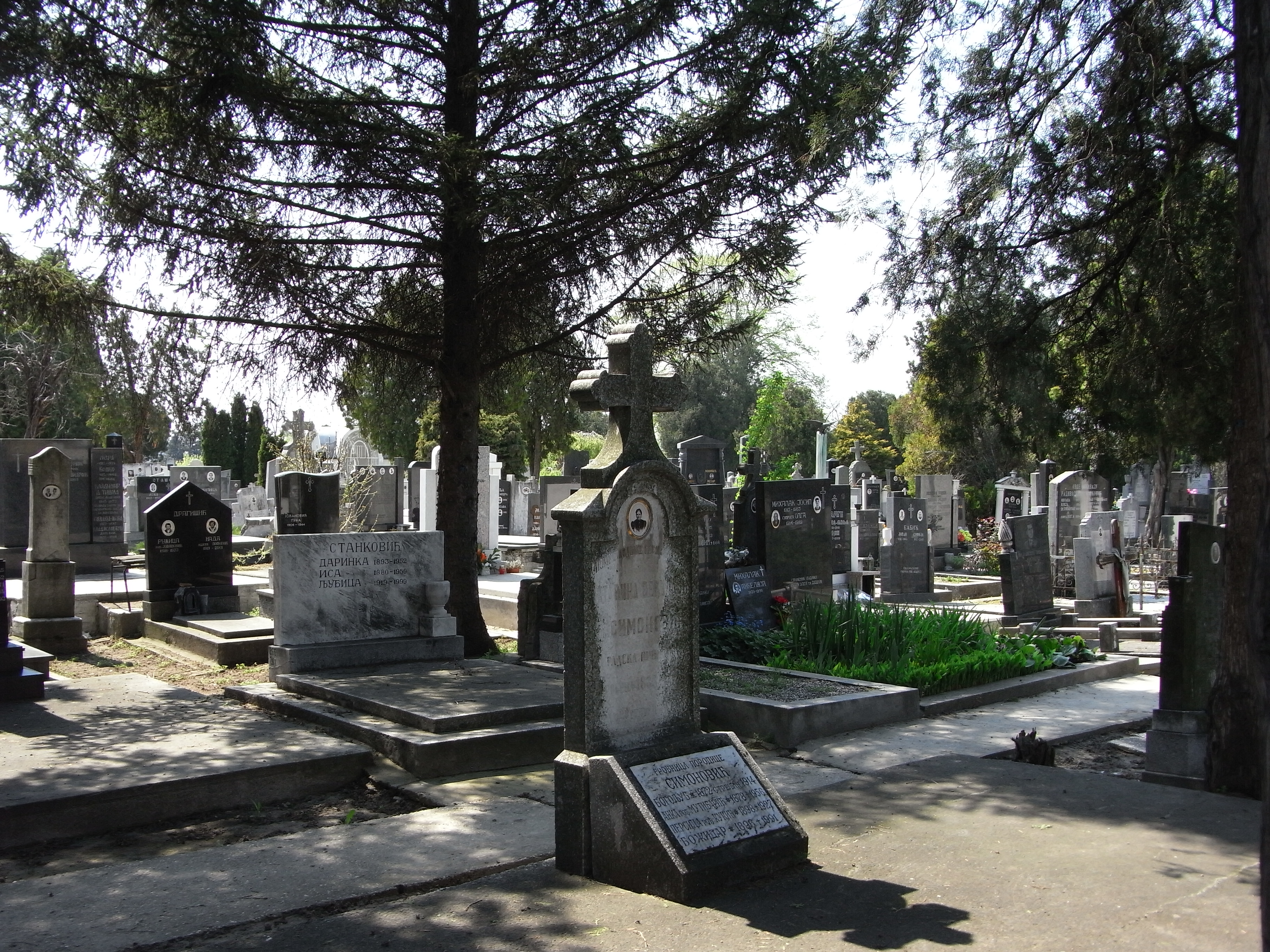
Vue d'une allée
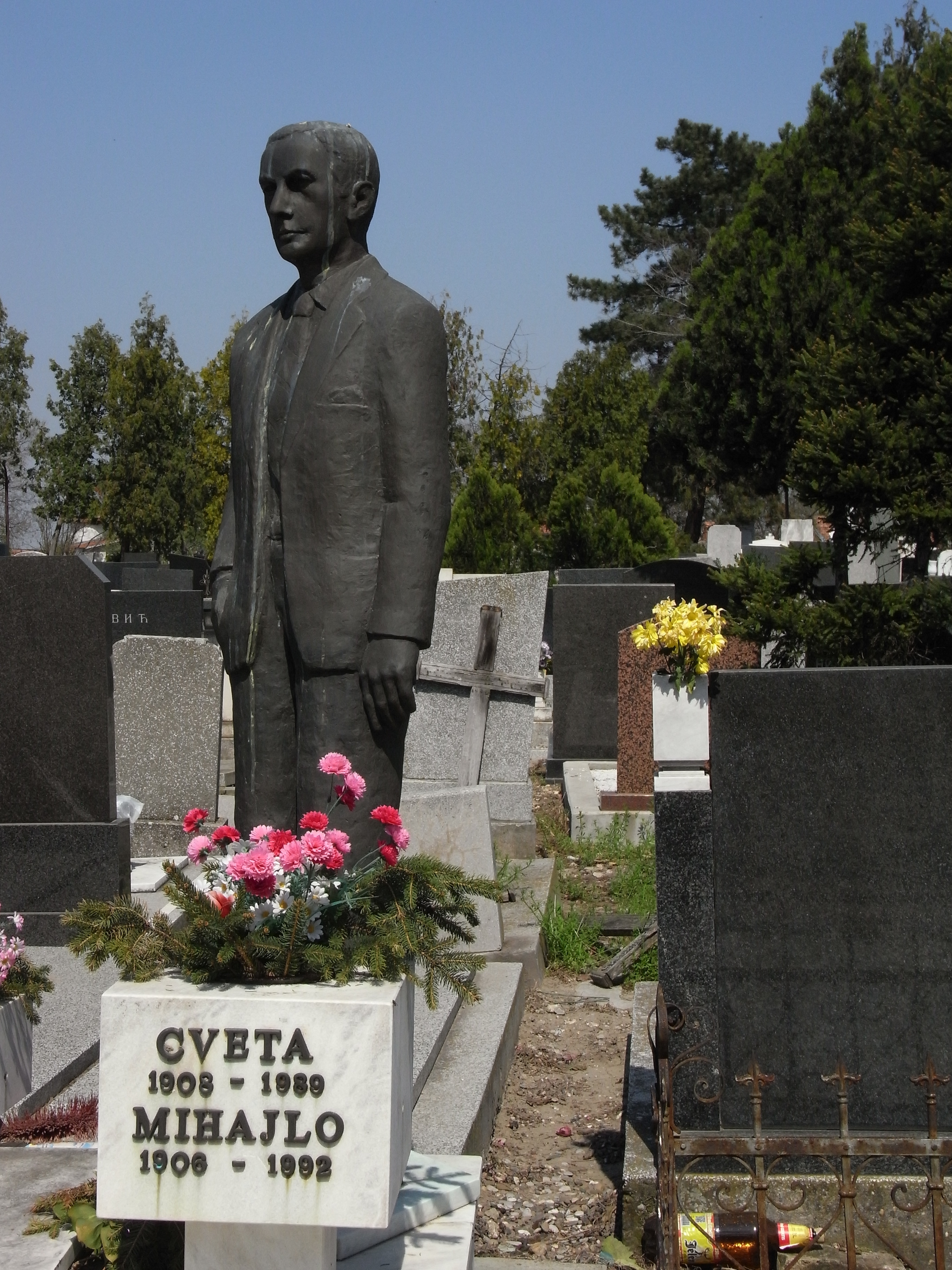
Sculpture en pied
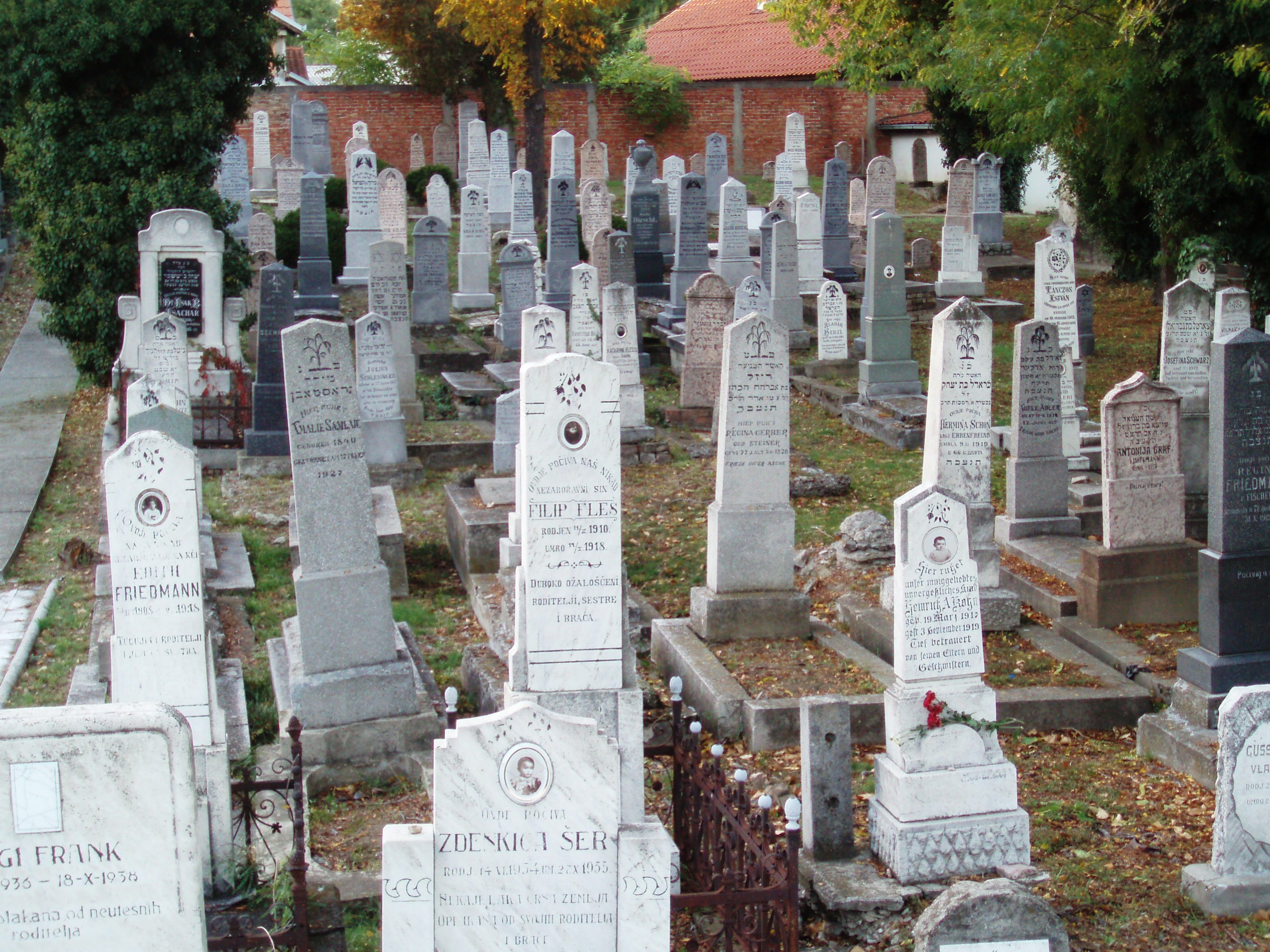
Tombes d'enfants juifs, surmontées d'un saule pleureur
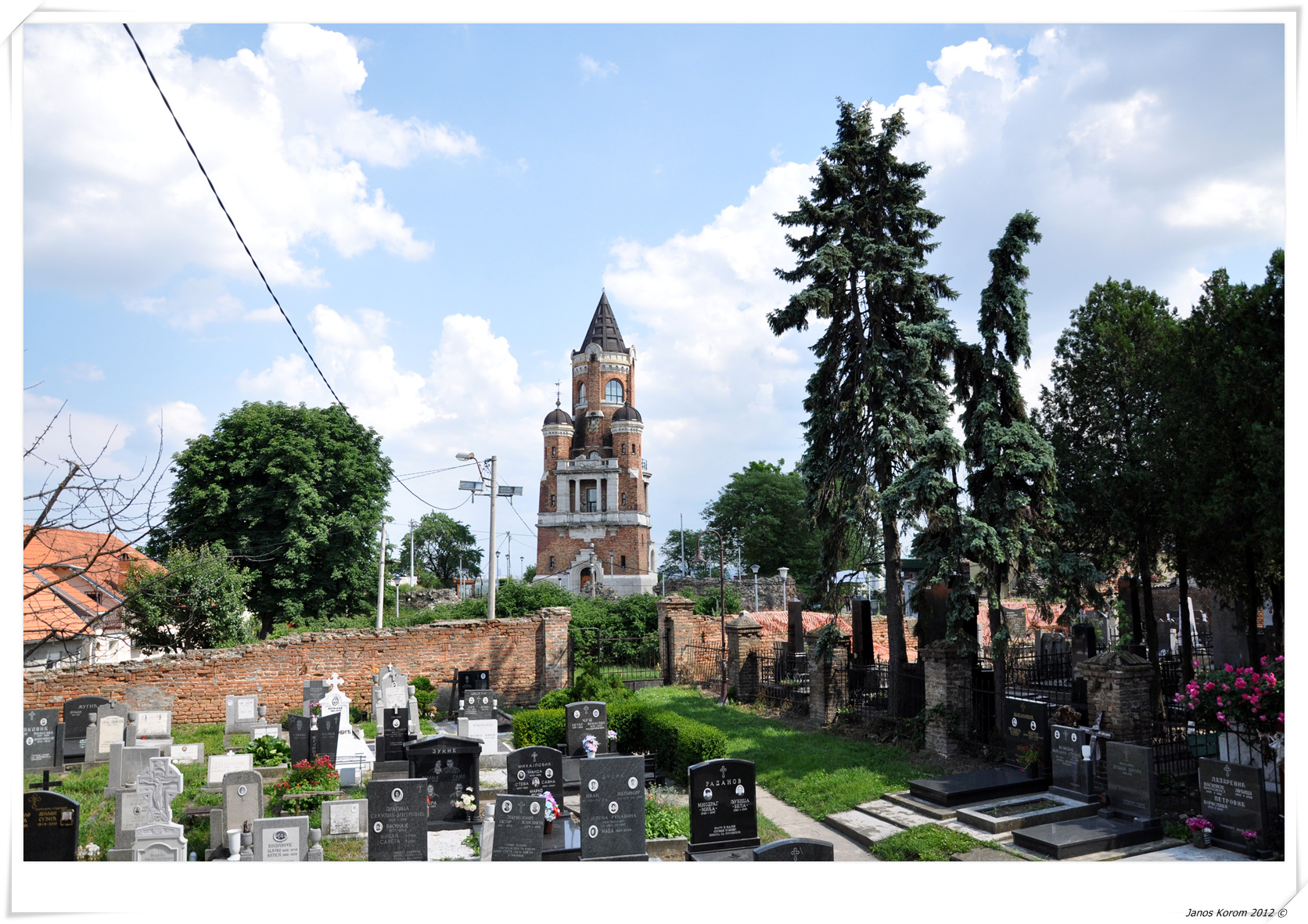
Forteresse dominant le cimetière
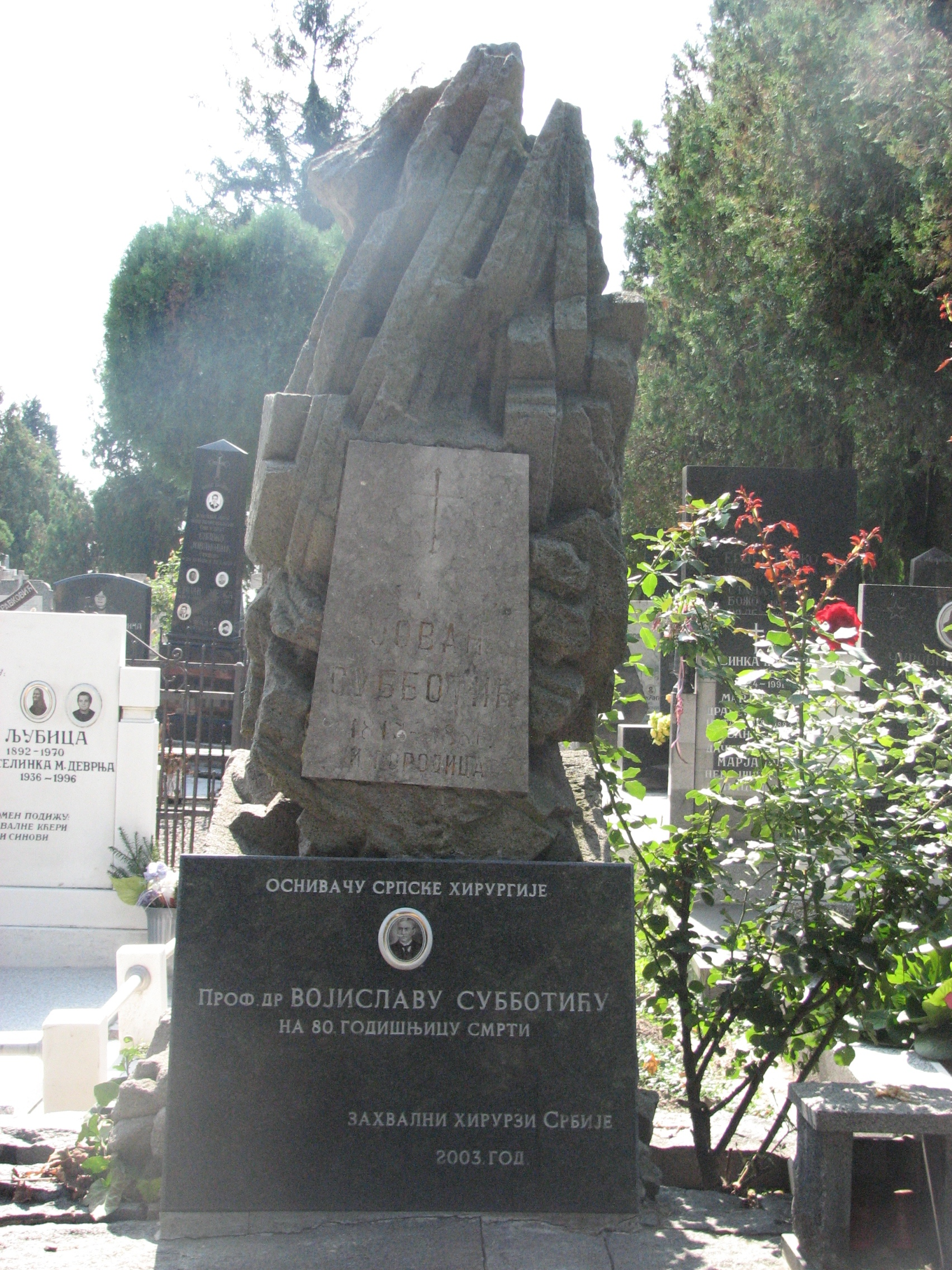
Tombe du poète (sr) Jovan Subotic et du fondateur de la faculté de médecine à Belgrade, Vojislav Subotic
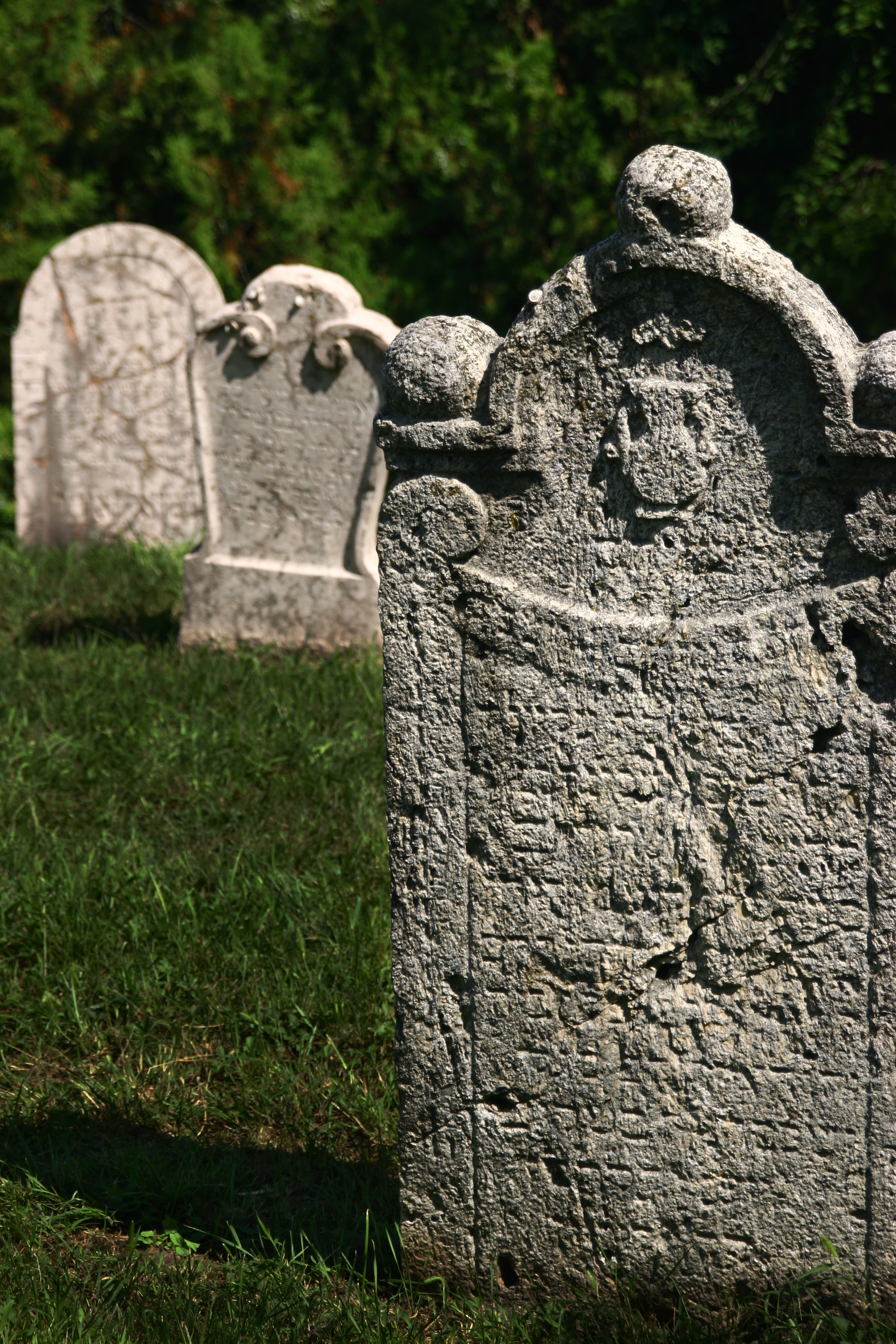
Inscriptions hébraïques polies par les siècles
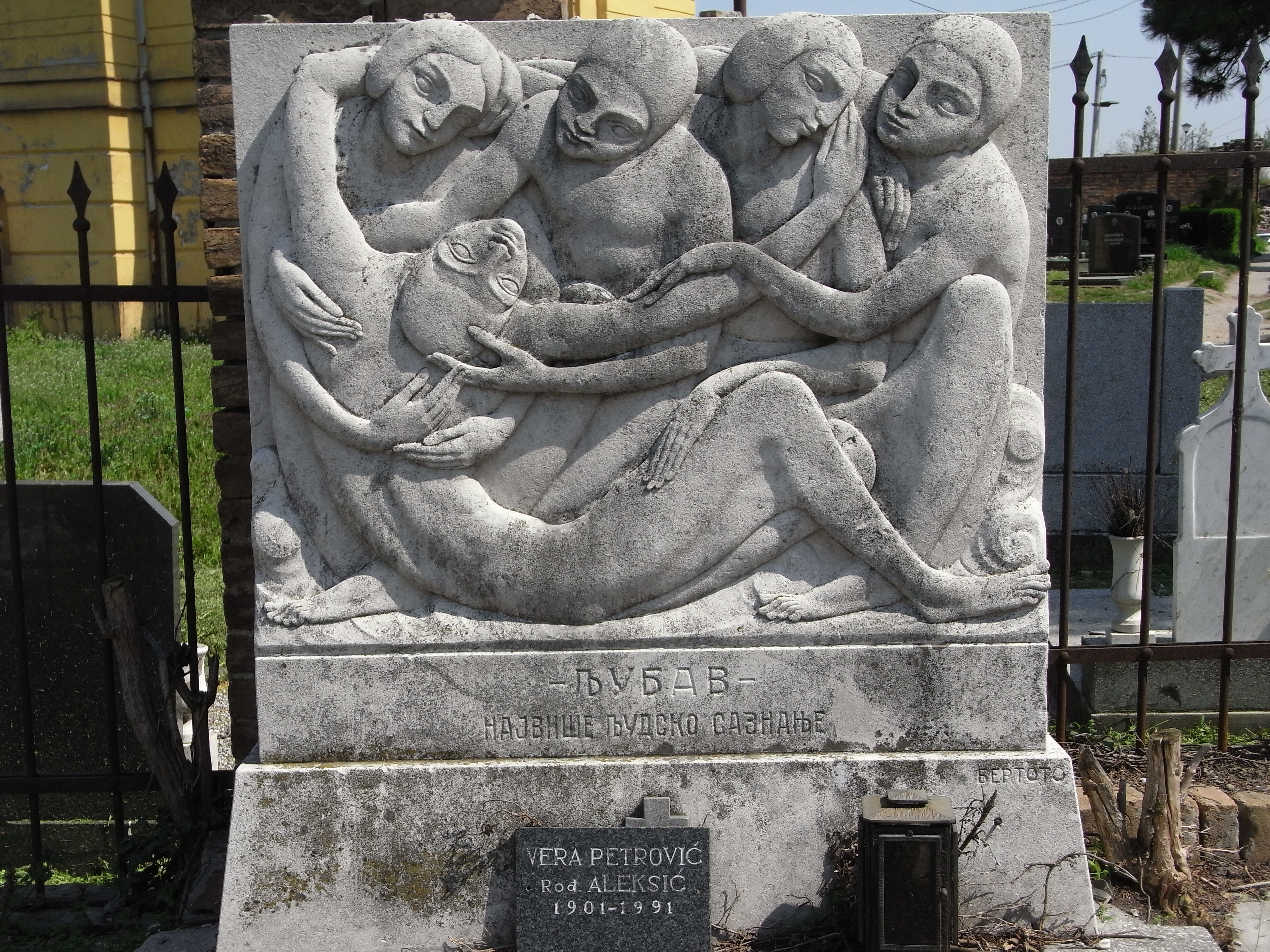
Stèle de Vera Petrovic (1901-91)
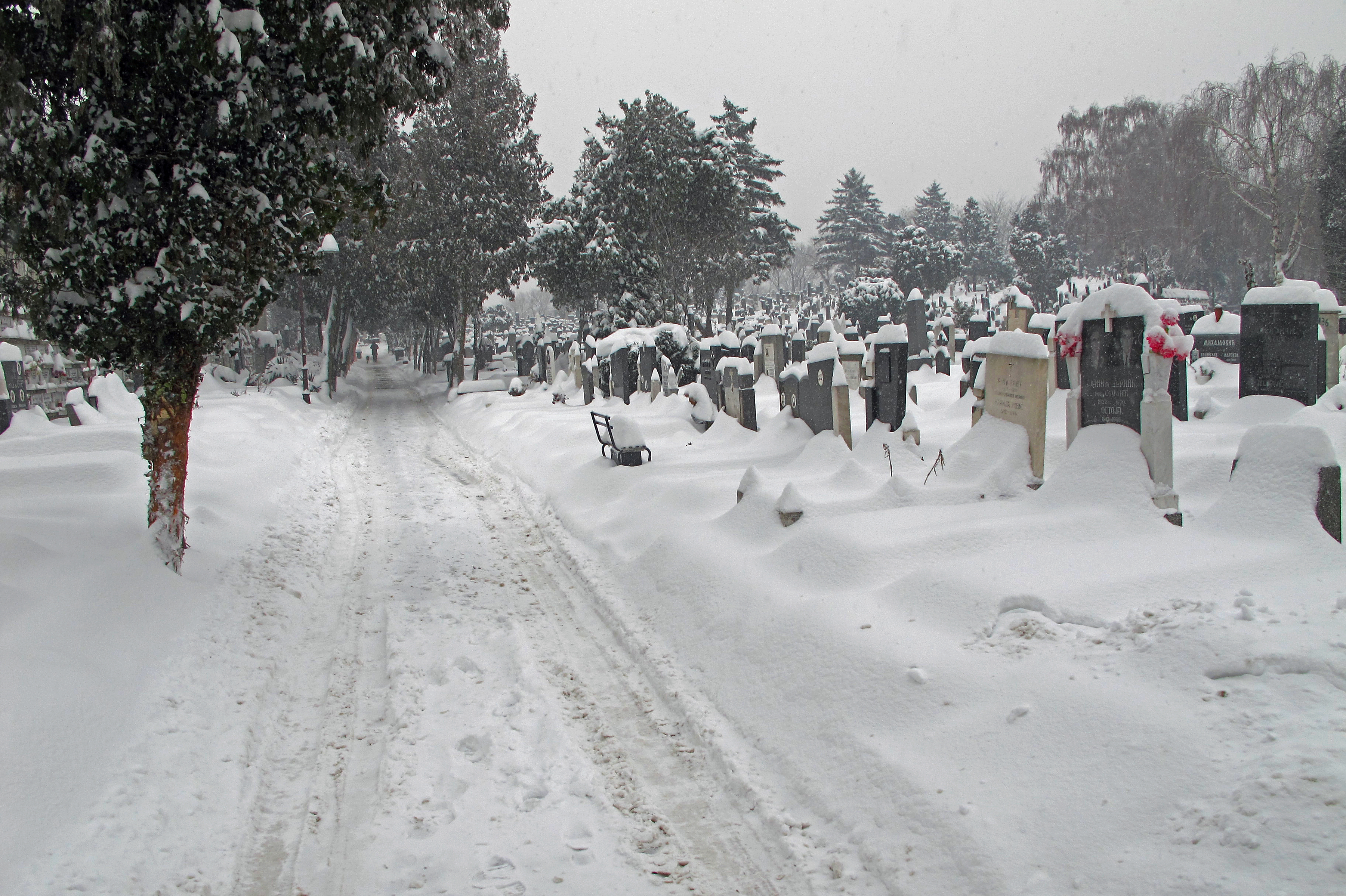
Le cimetière sous la neige, 2012
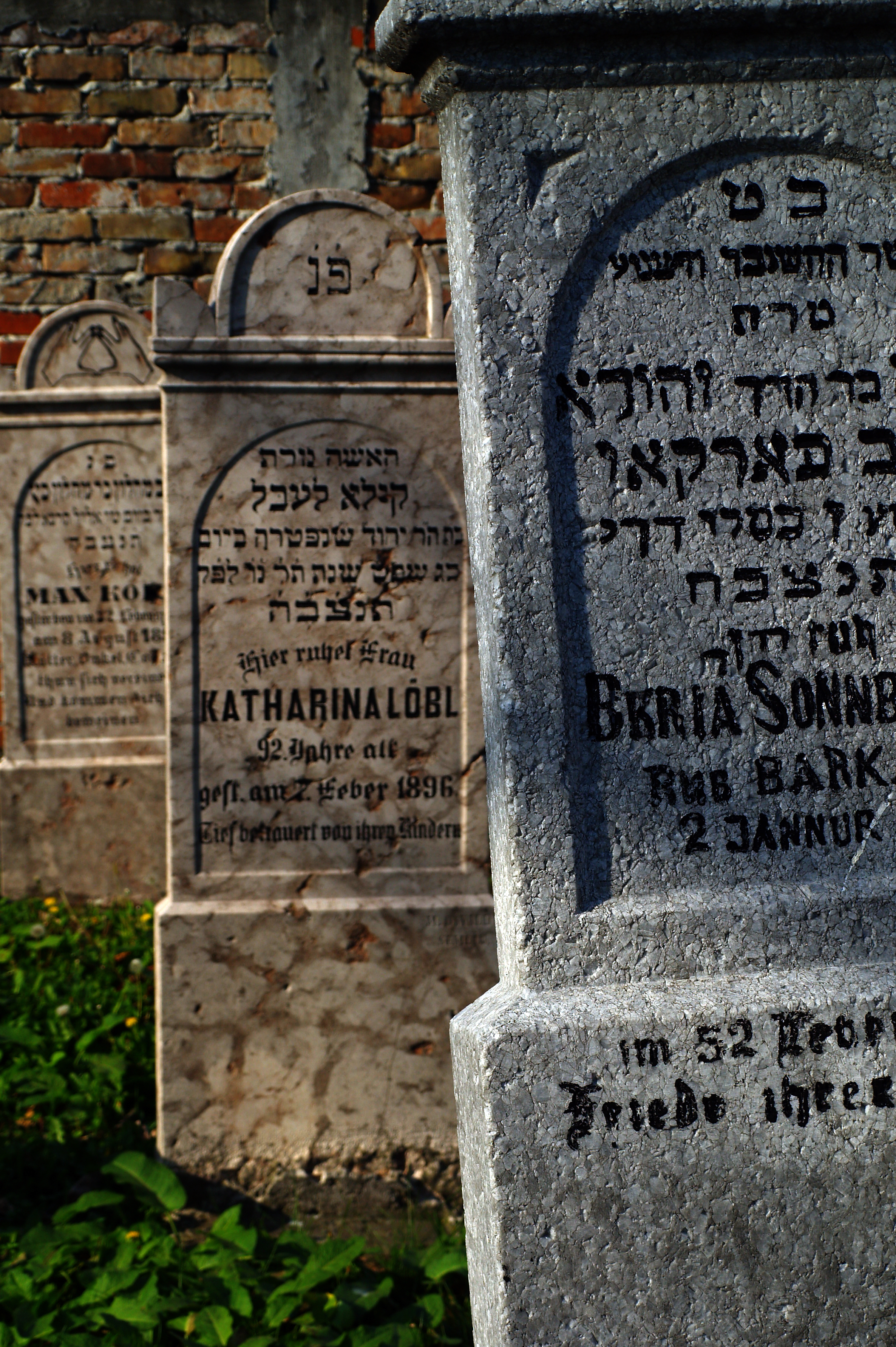
Tombes juives devenues instables, 2008
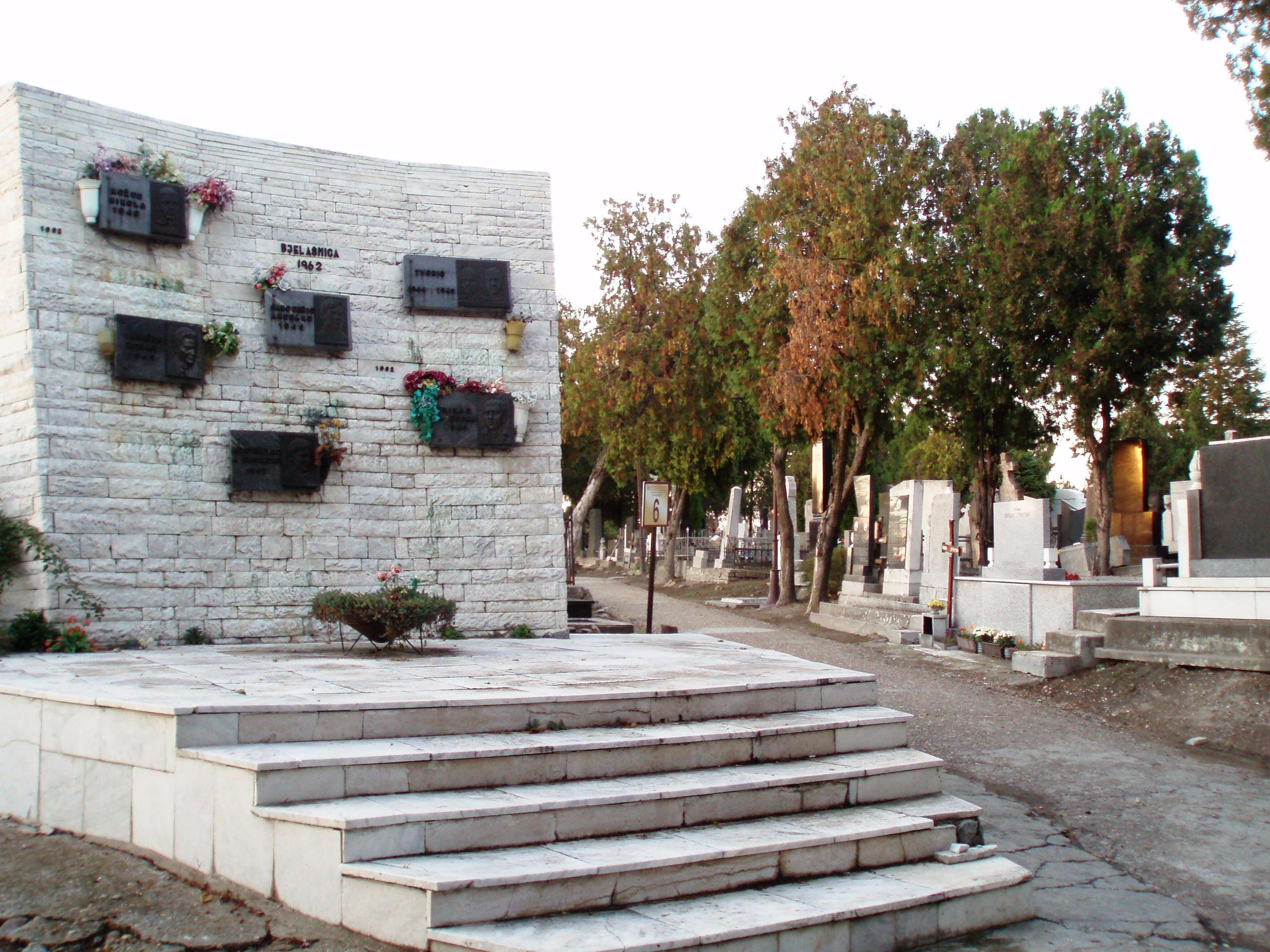
Mémorial des alpinistes de Bkelasica en 1962
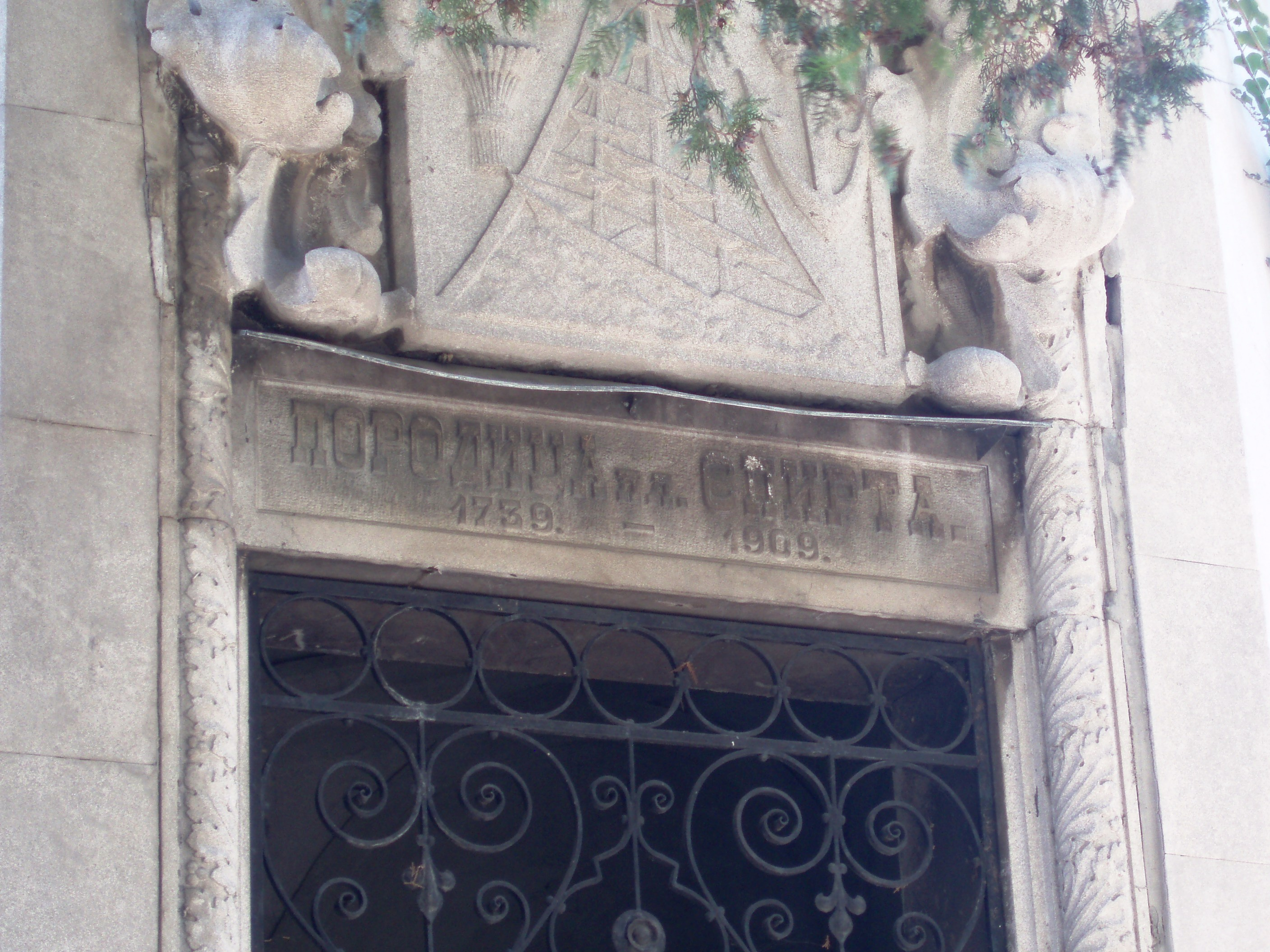
Fronton de la chapelle de la famille Spirt
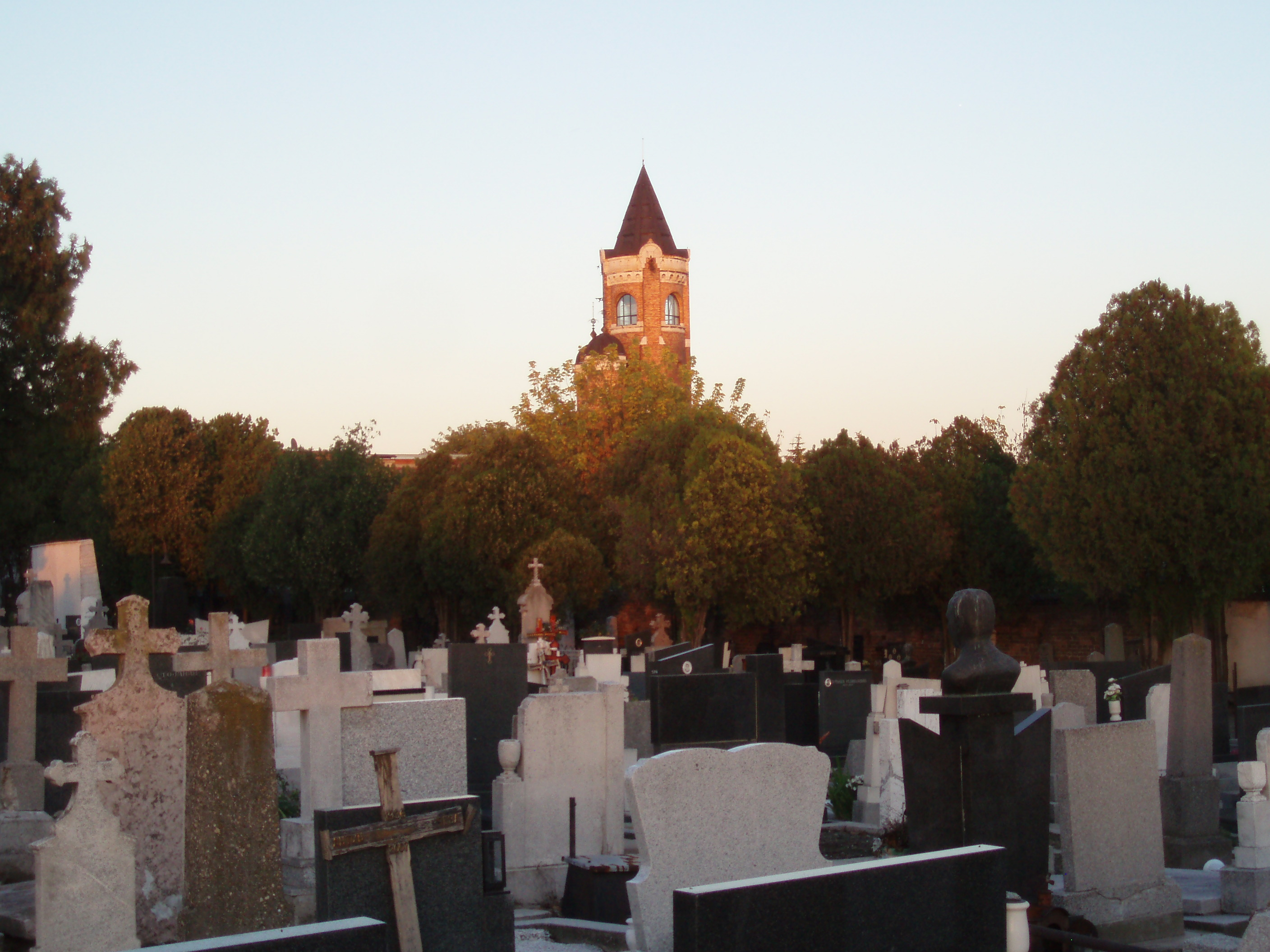
Partie orthodoxe du cimetière
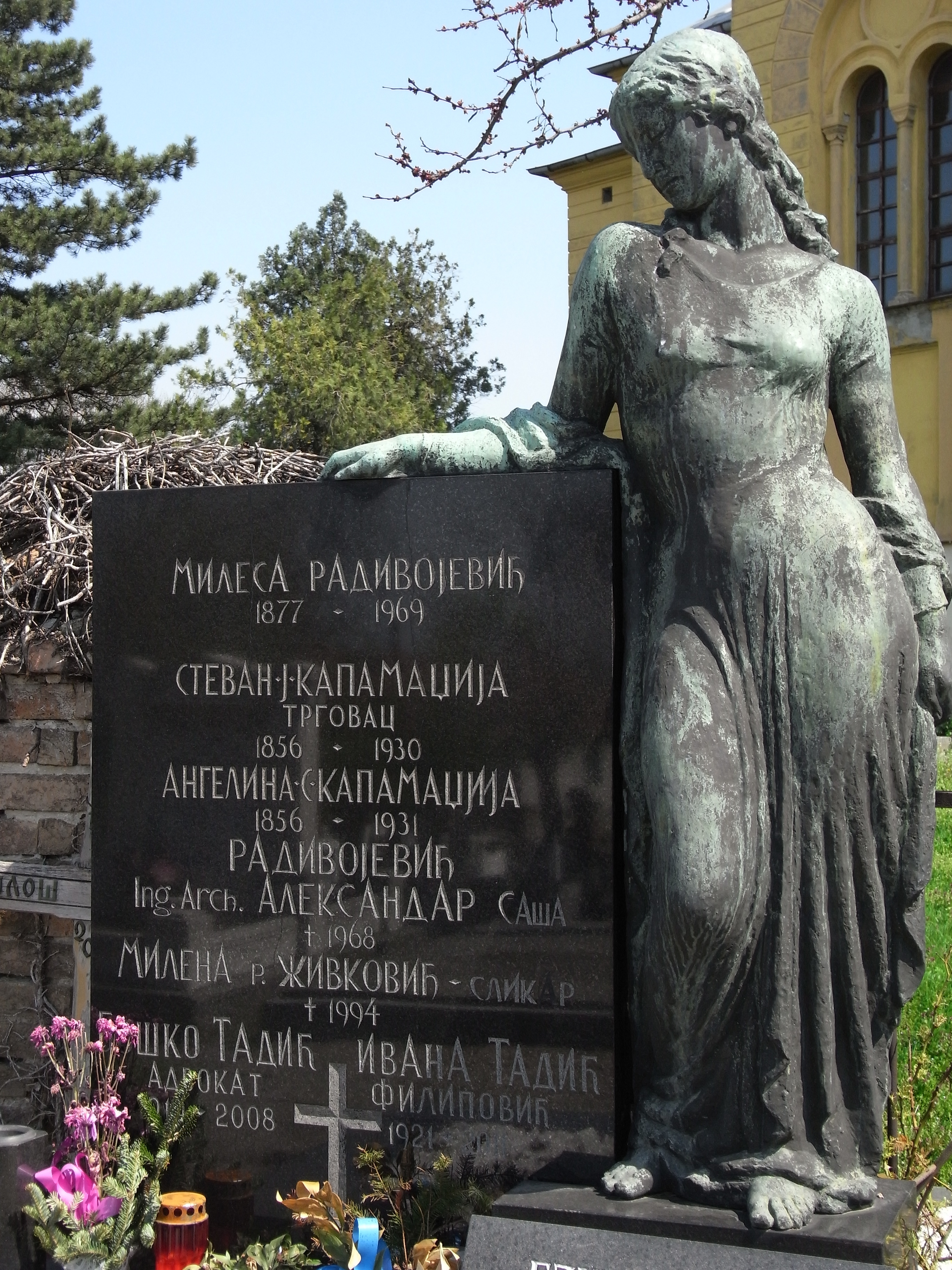
Allégorie veillant sur une tombe fleurie
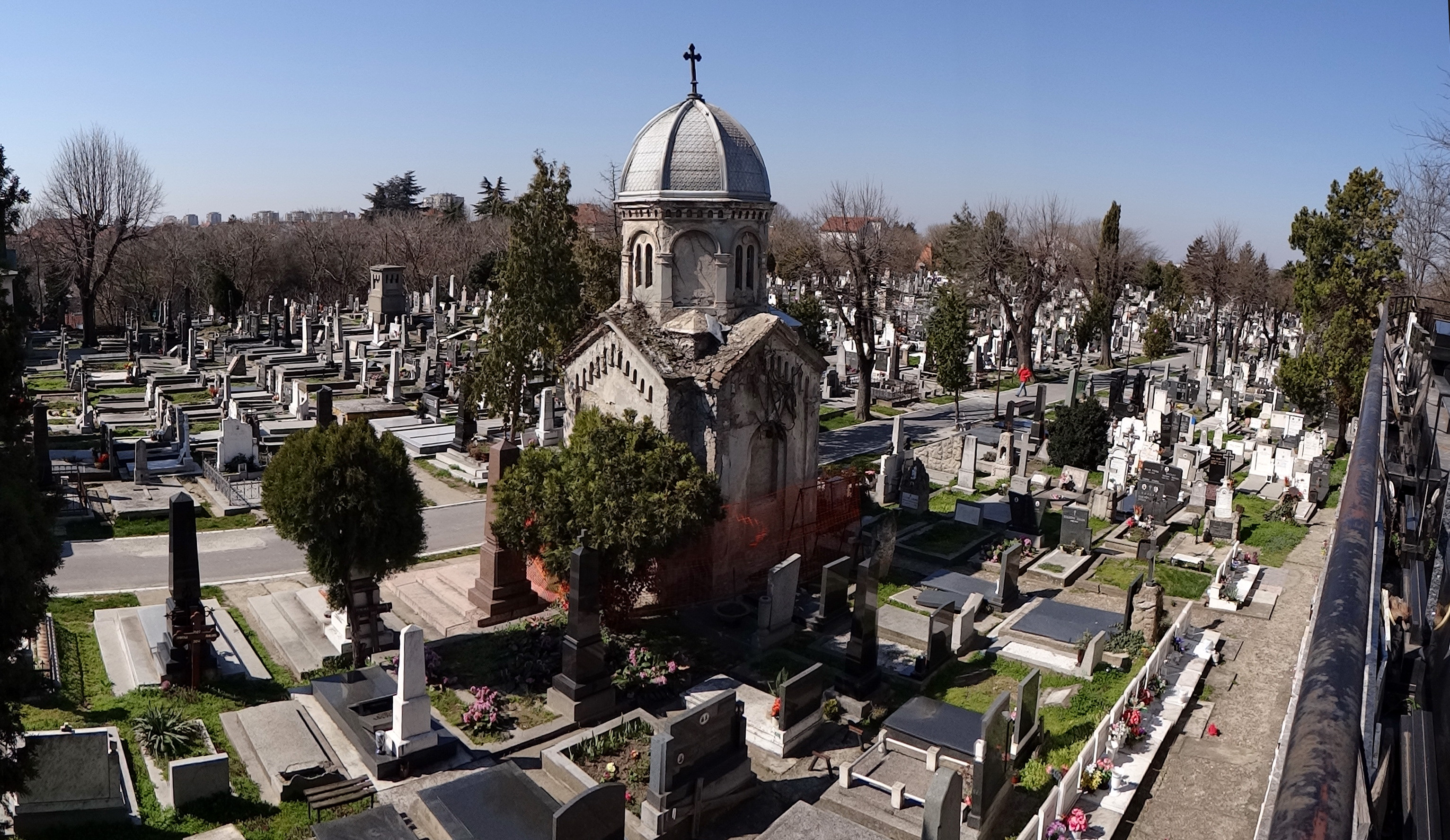
Vue générale